# Хілково
Хі́лково (рос. Хилково, ерз. Хилково) — село у складі Торбеєвського району Мордовії, Росія. Адміністративний центр Хілковського сільського поселення.
Населення — 305 осіб (2010; 353 у 2002).
Національний склад станом на 2002 рік:
- росіяни — 64 %
- мокша — 35 %